# Spirasigma aculeata
Spirasigma aculeata är en svampdjursart som först beskrevs av Thomas Whitelegge 1897.  Spirasigma aculeata ingår i släktet Spirasigma och familjen Spirasigmidae.
Artens utbredningsområde är Tuvalu. Inga underarter finns listade i Catalogue of Life.